# 追跡!テレビの主役
『追跡!テレビの主役』（ついせき テレビのしゅやく）は、テレビ東京系列局ほかで放送されていたテレビ東京製作のドキュメンタリー番組である。テレビ東京系列局では1994年10月26日から1998年9月18日まで放送。通称「テレビの主役」。

## 概要
毎回さまざまな情報の真相を、関係者の証言や体験談を再現ドラマなどを交えながら紹介していた番組。司会はそれまで月曜21:00枠の『草野仁のTVアゲイン』に出演していた草野仁が、ナレーターは中江真司（中期まで。末期はキートン山田）が務めていた。なお、番組名および放送内容は初期と中期以降で異なる。

## 放送内容

### 初期
『追跡!事実は奇なりテレビの主役』（ついせき じじつはきなりテレビのしゅやく）という番組名で放送。
草野は「事実は奇なり研究所所長」として出演し、放送回のテーマに沿ったミステリー（※実際に起こったもの）を放送していた。なお、内容によっては研究者による分析やその当事者がスタジオに出演することもあった。
レギュラー出演者
- 客員研究員[注 2] - デーブ・スペクター
- 美人研究助手[注 4] - 岡本夏生
- 研究所のマスコット - アレックス（ゴールデン・レトリバー）

※司会者・レギュラー出演者とゲスト研究員（ゲスト出演者）で放送していた。なお、当時のテーマ曲（オープニング・エンディングともに同じ）は不協和音をあおるBGMだった。
初期のコーナー
- キーグッズ - 再現ドラマの前に放送したミニコーナー[注 5]。この直後に流れる再現ドラマに関するキーアイテムを紹介する。
- 草野所長の今日のまとめ - 放送回に関する研究所の結論を草野所長が発表する[注 6]。

### 中期
番組名を『追跡!テレビの主役』（ついせき テレビのしゅやく）に変更。番組のテーマをドキュメンタリーに変更し、当事者をスタジオに迎えて（その当事者に関する）波瀾万丈を放送していた。なお、このリニューアルに伴いレギュラー出演枠は廃止されたが、ゲスト出演枠は残った。

### 末期
番組名を『テレビの主役』（テレビのしゅやく）に再変更し、金曜19:00枠に移動。内容は『追跡!テレビの主役』とほぼ同じだが、エピソードを2つに減らし、ゲスト出演枠を2名に減らすなど若干のリニューアルが行われた。しかし、枠移動から1年で番組そのものが終了し、「テレビの主役」シリーズは4年の歴史に幕を閉じた。

## スタッフ
※ナレーター以外は、『追跡!事実は奇なりテレビの主役』として放送した当時（1994年）のものである。
- ナレーター：中江真司（初期 - 中期）、キートン山田（末期）
- 構成：石田章洋、藤岡俊幸、井上きよたか
- プレーン：オフィス文
- タイトルCG：アニメーション・スタッフルーム
- 音楽：阪上登
- 技術：犬飼正
- 映像：不二俊典
- カメラ：橋本尚志
- 音声：阿部次雄
- 照明：石田照夫
- TK：葛貫明子
- 美術：監物幸代
- 美術進行：齋藤宗志
- 大道具：亀山久雄
- 小道具：藤間広美
- 電飾：高橋修
- メイク：山田かつら
- 編集：大越克彦（芝公園ビデオセンター）
- MA：白井稔也（芝公園ビデオセンター）
- 音効：今井敏夫（音響企画）
- 番宣：藤井純一
- 衣装協力：AOKI、大丸東京駅 ほか
- プロデューサー：犬飼佳春（テレビ東京）、島川哲雄（テレビ東京）、八巻恭子（Ouen Do）
- ディレクター：原田孝（テレビ東京）、渡辺宏（Ouen Do）、藤田直樹（Ouen Do）、池田幸男（Ouen Do）
- 制作協力：Ouen Do
- 製作著作：テレビ東京

## 放送局
| 放送期間                                                      | 放送時間                              | 放送局             | 対象地域   | 備考                                                    |
| ------------------------------------------------------------- | ------------------------------------- | ------------------ | ---------- | ------------------------------------------------------- |
| 1994年10月26日 - 1997年9月10日 1997年10月17日 - 1998年9月18日 | 水曜 20:00 - 20:54 金曜 19:00 - 19:54 | テレビ東京         | 関東広域圏 | 製作局 テレビ東京系列                                   |
|                                                               |                                       | テレビ愛知         | 愛知県     | テレビ東京系列                                          |
| 1994年10月26日 - 1997年9月10日 1997年10月17日 - 1998年9月18日 | 水曜 20:00 - 20:54 金曜 19:00 - 19:54 | 岐阜放送           | 岐阜県     | 独立局 1994年11月2日放送開始 不定期で休止になる場合あり |
|                                                               |                                       | 三重テレビ         | 三重県     | 独立局 1994年11月2日放送開始 不定期で休止になる場合あり |
| 1994年11月6日 -                                               | 日曜 14:00 -15:00                     | チューリップテレビ | 富山県     | TBS系列 1994年11月6日放送開始。                         |

## 備考
- 『追跡!事実は奇なりテレビの主役』
  - オープニングトーク中にデスクトップパソコン（COMPAQ Presario 433）を使い、今日のテーマを発表していた[注 10]。
  - キーグッズは人体模型の頭部を模したセットが左右に開き、その中から登場した[注 11]。
  - 研究所のマスコット、アレックスに関するコーナーは無かった。
  - お便り募集のテロップは「追跡!テレビの主役」となっていた。
  - 1994年12月には年末2時間スペシャルとして「事実は奇なり体験大賞」を放送した。
- 『追跡!テレビの主役』
  - 当事者は虹の絵の上に「主役」と書かれた大きな扉[注 12]から入場していた。その当事者が入場した後、「テレビの主役」という字の下に当事者の氏名と年齢のテロップが出た。
- 『テレビの主役』
  - オープニングから1つ目のエピソードまでの流れ
    - 「オープニング（草野のタイトルコールのみ） → 提供クレジット（※画面中央にその日の見どころVTRが映る。一部の放送局（独立UHF局を含む）は差替え[注 13]） → 「テレビの主役」と書かれたゲートから草野が入場してオープニングトーク → 1つ目のエピソードを紹介」

  - その他
    - 当事者も壁に「テレビの主役」と書かれたゲートから入場していた。なお、当事者のテロップは『追跡!テレビの主役』とほぼ同じだった。
    - 当事者に関するVTR後のトークは、草野もイスに座って当事者とトークした[注 14]。